# Ludwig Pohle
Ludwig Pohle, född 1869, död 1926, var en tysk nationalekonom.
Pohle blev professor i Frankfurt am Main 1901 och från 1918 i Leipzig. Han vände sig mot katedersocialismen och anslöt sig till Gustav Cassels teoretiska uppfattning. Han avsåg att i samarbete med Cassel utge Lehrbuch der allgemeinen Volkwirtschaftslehre men endast Cassels Theoretische Sozialökonomie utkom. Pohle utgav 1910–1921 Zeitschrift für Sozialwissenschaft. Bland hans skrifter märks Die Entwicklung des deutschen Wirtschaftslebens im 19. Jahrhundert (1904, 6:e upplagan 1930) och Die gegenwärtige Krisis in der deutschen Volkswirtschaftslehre (1911, 2:a upplagan 1921).